# Tudanca (Cantabria)
Tudanca es un municipio y localidad de la comunidad autónoma de Cantabria, en España. Ubicado en el valle del Nansa, pertenece a la comarca de Saja-Nansa. El término municipal cuenta con una población de 156 habitantes (INE 2024). La capital del municipio es Santotís.

## Geografía
Está situado en la zona occidental de la comunidad a 96 kilómetros de la capital, Santander. Tudanca se encuentra encajado en el valle del Nansa, por lo que pertenece a la comarca de Saja-Nansa. Su cota máxima es de 1815 metros y su cota mínima es de 244 metros.
La localidad de Tudanca es uno de los núcleos de población que componen el municipio. Es el más poblado y se encuentra a 3,3 km al sur de Santotís. Su altitud es de 460 m sobre el nivel del mar.
|                              | Norte: Rionansa |                                                   |
| Oeste: Rionansa y Polaciones |                 | Este: Cabuérniga y Mancomunidad Campoo-Cabuérniga |
|                              | Sur: Polaciones |                                                   |

## Patrimonio

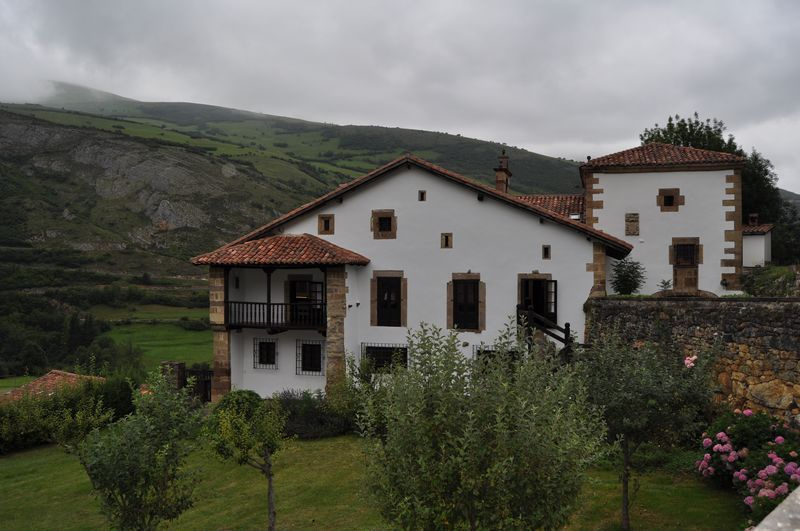
Casona de Tudanca

Todo el casco del pueblo de Tudanca está declarado bien de interés cultural, con la categoría de conjunto histórico.
La Casona de Tudanca es un museo-biblioteca que se encuentra situado en la localidad. Este edificio fue la vivienda habitual de José María de Cossío hasta su muerte en 1977.

## Economía
Un 38,2 % de la población del municipio se dedica al sector primario, un 15,8 % a la construcción, un 10,5 % a la industria y un 35,5 % al sector servicios. Cuenta con una tasa de actividad de 41,6 % y una tasa de paro de 17,4 %. Predomina por tanto el sector primario.

## Demografía
Tudanca cuenta con una población de 156 habitantes (INE 2024).
| Gráfica de evolución demográfica de Tudanca entre 1842 y 2021                                                       |
| |
| Población de derecho según los censos de población del INE Población de hecho según los censos de población del INE |

## Administración y política

### Organización territorial
| Población          | Habitantes 2000 | Habitantes 2010 | Habitantes 2016 |
| ------------------ | --------------- | --------------- | --------------- |
| La Lastra          | 63              | 51              | 39              |
| Santotís (capital) | 27              | 17              | 13              |
| Sarceda            | 54              | 40              | 35              |
| Tudanca            | 125             | 77              | 60              |
| Total              | 269             | 185             | 147             |

### Gobierno municipal
Manuel Grande Martínez (PP) es el actual alcalde del municipio. 
| Partido político                         | 2023  | 2023     | 2023       | 2019  | 2019  | 2019       | 2015  | 2015  | 2015       | 2011  | 2011  | 2011       | 2007  | 2007  | 2007       |
| Partido político                         | Votos | %        | Concejales | Votos | %     | Concejales | Votos | %     | Concejales | Votos | %     | Concejales | Votos | %     | Concejales |
| Partido Regionalista de Cantabria (PRC)  | 65    | No disp. | 3          | 66    | 57,39 | 4          | 29    | 25,00 | 0          | 40    | 29,41 | 1          | 67    | 36,61 | 1          |
| Partido Popular (PP)                     | 60    | No disp. | 2          | 45    | 39,13 | 1          | 86    | 74,14 | 5          | 83    | 61,03 | 4          | 115   | 62,84 | 4          |
| Partido Socialista Obrero Español (PSOE) | 0     | 0        | 0          | 1     | 0,86  | 0          | 0     | 0     | 0          | —     | —     | —          | —     | —     | —          |

## Personas notables

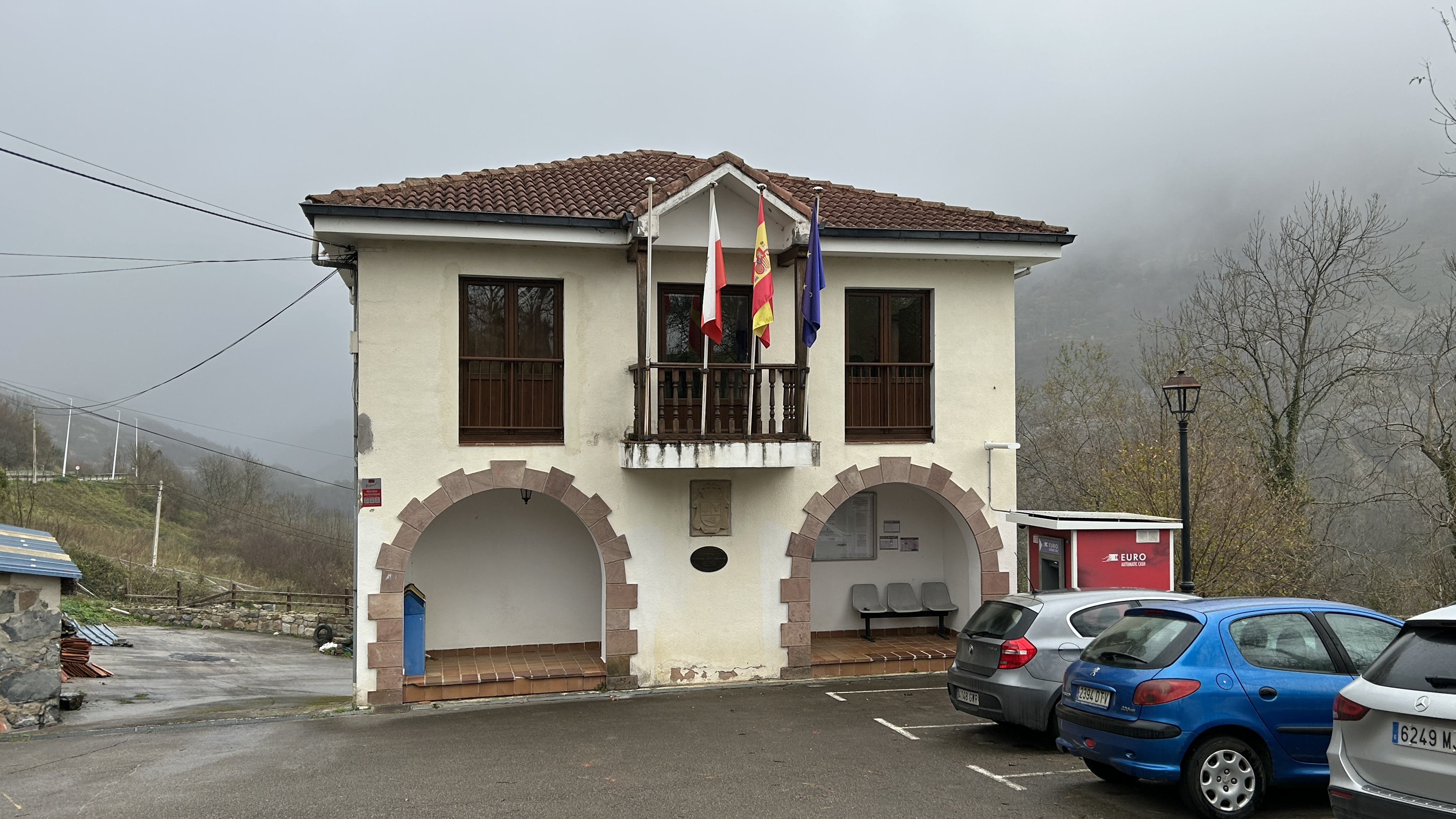
Ayuntamiento de Tudanca

- José Patricio de la Cuesta y Velarde (La Lastra, 1714-Medinaceli, 7 de junio de 1768), obispo de Ceuta y Sigüenza.